# Zavalatica
Zavalatica – niewielkie miasteczko w Chorwacji, położone na południowym wybrzeżu wyspy Korčula. Zavalatica znajduje się w centralnej części wyspy, w odległości 20 km od miasta Vela Luka i 30 km od miasta Korčula. Zavalatica liczy sobie około 400 mieszkańców, żyjących głównie z rybołówstwa, turystyki i uprawy tradycyjnej odmiany winorośli o nazwie Pošip. W miejscowej winiarni  produkowane jest znane wino o tej samej nazwie. W miasteczku zlokalizowana jest poczta, ambulatorium, supermarket i restauracje. Jest tam szereg pensjonatów wybudowanych nad samym morzem. W niewielkiej odległości znajduje się wiele zatoczek z krystalicznie czystą wodą. Kameralna zatoczka Žitna oddalona jest tylko 300 metrów od centrum Zavalaticy. Znad zatoki rozciąga się widok na pobliską wyspę Lastovo.